# Parectecephala sumatrana
Parectecephala sumatrana är en tvåvingeart som beskrevs av Oswald Duda 1934. Parectecephala sumatrana ingår i släktet Parectecephala och familjen fritflugor. Inga underarter finns listade i Catalogue of Life.